# Felipe Araújo
Pour les articles homonymes, voir Araújo (homonymie).
Felipe Araújo, né le 2 juillet 1995 à Goiânia, dans l'État de Goiás, est un chanteur brésilien de sertanejo.

## Biographie
Felipe Araújo est le frère du chanteur Cristiano Araújo, décédé dans un accident de voiture en 2015. Après le décès de son frère, Felipe, alors membre du duo João Pedro & Felipe, honore la demande de son père, João Reis, et commence une carrière solo dans le genre du sertanejo. En décembre 2015, le chanteur sort son premier EP solo, intitulé Com Você, avec les singles Com Você, une chanson qu'il a écrite en l'honneur de son frère, Bora Beber et Amante Fiel, qui met en vedette la chanteuse Marília Mendonça,. Le 14 juin 2016, il enregistre son premier DVD à Goiânia, intitulé 1, Dois, 3 - Ao Vivo, avec Henrique e Juliano, Jorge e Mateus, Simone e Simaria, Zezé Di Camargo e Luciano, Leonardo et son propre père João Reis. Le DVD sort le 27 juillet 2017 et contient les singles A Mala é Falsa et Chave Cópia,. En septembre 2017, il sort le single Amor da Sua Cama, dont le clip met en scène les acteurs Felipe Titto et Carol Nakamura,. La chanson entre dans le Billboard Top 10, arrivant en troisième position.
En mars 2018, il sort son nouveau single et le clip de la chanson Se Pegar Cê Chora,. En mai, il sort l'EP Esquenta do Felipe Araújo - Ao Vivo, avec 7 chansons sur toutes les plateformes numériques,,. L'EP contient les singles Amor da Sua Cama et Ainda Sou Tão Seu. Le 3 juillet 2018, il enregistre son deuxième DVD intitulé Por inteiro, avec la participation des chanteurs Ferrugem et Léo Santana. En septembre, il sort la première partie de l'album,,. Le même mois, il sort le single Atrasadinha en partenariat avec le chanteur Ferrugem. La chanson devient un succès, se classant en tête des chansons les plus jouées sur les stations de radio et les flux musicaux du pays,. En janvier 2019, la deuxième partie de l'album est publiée. En mai 2019, il sort le single Espaçosa Demais Le 3 septembre 2019, Felipe enregistre le troisième DVD de sa carrière intitulé Felipe Araújo In Brasília. Le 10 octobre, il sort le single Hoje Eu Beberei, une adaptation brésilienne de la chanson Me Emborrachare du chanteur Pedro Mendoza. Le premier volume de son DVD sort le 29 septembre et contient la chanson Mentira en single.

## Discographie

### Albums studio
- 2015 : Com Você
- 2020 : Eu e Vocês
- 2021 : Outros 500
- 2021 : Check
- 2021 : Clube do Araújo

### Albums live
- 2017 : 1, Dois, 3
- 2017 : Chave Cópia - EP Ao Vivo
- 2018 : Esquenta do Felipe Araújo - Ao Vivo
- 2019 : Por Inteiro
- 2020 : Felipe Araújo In Brasília - Ao Vivo
- 2022 : Clube do Araújo - Ao Vivo
- 2023 : Esquenta Dois - Ao Vivo
- 2024 : Última Noite - Ao Vivo